# Siège de Tripoli (1102-1109)
Cet article concerne le siège en 1102 par les Croisés de la ville de l'actuel Liban. Pour les autres sièges de cette ville ou de la ville homonyme dans l'actuelle Libye, voir Bataille de Tripoli.
Première Croisade
Batailles
- Arsouf
- Mélitène
- Croisades de secours
- Ramla (1er)
- Ramla (2e)
- Tripoli
- Harran
- Artah
- Ramla (3e)
- Croisade norvégienne
- Sidon
- Champ du Sang
- Hab
- Azâz
- Ba'rin
- Shaizar
- Édesse

Le siège de Tripoli, ville qui se trouve actuellement au nord du Liban, est un siège commencé en 1102 par Raymond de Saint-Gilles et qui prend fin le 12 juillet 1109 avec la prise de la ville, qui permet la constitution du comté de Tripoli.

## Contexte

### L’émirat de Tripoli
À l’arrivée de la première croisade en Orient, la ville de Tripoli et ses environs appartiennent à Fakhr al-Mulk Abû ’Ali ’Ammâr, de la famille des Banû ’Ammâr. Cette famille possédait Tripoli depuis quelques générations et avait réussi en 1070 à prendre son indépendance en pratiquant une politique de souplesse en jouant des rivalités entre les Turcs seldjoukides et les Égyptiens fatimides. Fakhr al-Mulk poursuivit cette politique, lorsque les Croisés quittent Antioche pour de rendre vers Jérusalem, il a eu le bon sens de ne pas les traiter en ennemis, même lors du siège de ’Arqa, qui lui appartenait, et alla même jusqu’à les ravitailler. Après la fondation du royaume de Jérusalem, il s’apprête à continuer cette politique d’équilibre, cette fois entre les nouveaux États émergents, le royaume de Jérusalem, d’une part et les émirats d’Alep et de Damas d’autre part. Jusqu’en 1102 ce calcul se révèle profitable, car Antioche et Jérusalem n’ont pas de vues particulières sur Tripoli et sa région, mais est remis en question par le retour du comte de Toulouse, dont l’objectif est de se tailler une principauté entre la principauté d’Antioche et le royaume de Jérusalem.

### Le siège de ’Arqa
Après la prise d’Antioche, l’animosité entre Bohémond de Tarente, qui revendique la ville pour son propre usage, ayant été l’instrument principal de la prise de la ville, et Raymond de Saint-Gilles, qui se fait le défenseur des droits de l’empire byzantin sur la ville. La prise de Maarat (13 janvier 1099) ne fait qu’aggraver les dissensions, car Bohémond s’est emparé de la plus grande partie du butin. Finalement, Bohémond reste à Antioche, tandis que les autres croisés, Godefroy de Bouillon, Raymond de Saint-Gilles. Tancrède de Hauteville, Hugues de Vermandois et Robert Courteheuse continuent la route vers Jérusalem.
Une ambassade est envoyée à l’émir de Tripoli pour lui demander un tribut et un ravitaillement pour les Croisés pendant leur traversée de l’émirat. Mais les envoyés, constatant l’opulence de la ville, persuadent le comte de Saint-Gilles qu’un tribut plus important peut-être réclamé. Raymond de Saint-Gilles décide alors d’assiéger ’Arqa, afin de faire céder Fakhr al-Mulk. D’autres membres de son armée parcourent le pays pour le piller, et prennent également le château de Tortose (17 février 1099), puis Maraqiya. Pendant ce temps, Godefroy de Bouillon met le siège devant Jabala. Pour tenter de les inciter à quitter sa principauté, l’émir de Tripoli fit courir le bruit de l’arrivée imminente de l’armée du khalife de Bagdad, ce qui incite les croisés à se regrouper devant ’Arqa. La nouvelle s’avère fausse et Godefroy de Bouillon, furieux d’avoir dû abandonner son siège, décide de repartir sur Jérusalem, obligeant le comte de Toulouse à faire de même, le 13 mai 1099.

### Raymond de Saint-Gilles
Après la prise de Jérusalem (15 juillet 1099), certains des chefs de la croisade se sont taillé des fiefs, tels Bohémond de Tarente, devenu prince d’Antioche et Baudouin de Boulogne, devenu comte d’Édesse. Les barons qui ont pris Jérusalem élisent l’un des leurs pour conserver la ville : ils choisissent Godefroy de Bouillon et évincent Raymond de Saint-Gilles. Tancrède de Hauteville reste à Jérusalem et conquiert la principauté de Galilée, tandis qu’Hugues de Vermandois et Robert Courteheuse rentrent en Europe. 
En mai 1100, Raymond de Saint-Gilles se rend à Constantinople, et en mars 1101, il décide d’accompagner à travers l’Anatolie une croisade de secours qui vient d’arriver. Mais les croisés, principalement des Lombards, n’écoutant pas les conseils de leur guide, prennent Ankara, puis se font massacrer le 5 août 1101 par les troupes de Kiliç Arslan.

Les États Latins d'Orient en 1102.
Le comté de Tortose correspond au futur comté de Tripoli.

C’est l’année suivante, en 1102, que Raymond de Saint-Gilles décide de se consacrer à la constitution d’un fief pour son compte. Il ne dispose plus que de trois cents hommes et de l’hostilité du régent d’Antioche, Tancrède de Hauteville. Mais il reste une zone non occupée par les Croisés, où il lui est possible de fonder une principauté, autour de Tripoli.

## Le siège
En février 1102, Raymond profite du passage d’une armée de Croisés pour prendre le port de Tortose. Ce port, déjà pris en février 1099, avait été repris par les Musulmans en 1101, pendant que le comte accompagnait une croisade en Anatolie. Une fois la ville prise, le 18, les croisés lui laissent la ville, et se dirigent vers Jérusalem. Raymond y installe son quartier général en entreprend la conquête des environs de Tripoli.
En 1103, une escadre génoise permet à Raymond de s’emparer d’une autre port, situé au sud de Tripoli, celui de Gibelet, qui se rend le 28 avril 1104. La ville sera par la suite confiée à un Génois, Hugues Embriaco qui en fera une colonie génoise.
Avec Tortose et Gibelet, le comte de Saint Gilles possède maintenant les deux places fortes qui délimitent le futur comté de Tripoli, dont il reste à conquérir la capitale. Afin de contrôler l’accès terrestre de la ville, Raymond fait édifier, avec l’aide que l’empereur Alexis Ier Comnène lui envoie, un château situé sur un éperon rocheux en face de la ville : le Mont-Pèlerin, ou Qal’at Sanjîl (La forteresse de Saint-Gilles) comme le nomment les musulmans. Durant ces évènements, Elvire de Castille, l’épouse de Raymond, donne naissance à un fils, Alphonse Jourdain. Au mois d’août ou en septembre 1104, Fakhr al-Mulk tente une sortie pour détruire le château, mais ne parvient qu’à incendier les faubourgs du Mont-Pèlerin. Raymond de Saint-Gilles meurt six mois plus tard, le 28 février 1105.
La mort de Raymond ne met pas fin au siège, bien au contraire, car son cousin Guillaume Jourdain, comte de Cerdagne prend sa succession. Comme son prédécesseur, il dispose du soutien de Byzance, qui le ravitaille par voie maritime et dont la flotte met en déroute celle de Tripoli en 1106. Les Francs en profitent pour s’emparer de places fortes dans l’arrière-pays. L’émir de Tripoli sait maintenant qu’il ne peut pas se sortir seul de cette situation, mais se refuse à demander de l’aide à Tughtekîn, l’émir de Damas avec qui il est brouillé, ou aux Fatimides qui revendiqueraient la suzeraineté, voire l’annexion de la ville. Son choix se porte sur Soqman ibn Ortoq, l’ancien cadi de Jérusalem mais vainqueur de  la bataille de Harran (printemps 1104), avant que cette dernière ne soit prise par les Croisés. Mais Soqmân meurt subitement à Palmyre, alors qu’il conduisait une importante armée sur Tripoli.
Le blocus de la ville est de plus en plus étroit, et son ravitaillement se fait de plus en plus difficile. Fakhr al-Mulk fait saisir tous les vivres de sa ville pour les partager entre tous les habitants et impose les richesses pour financer la défense de la ville. Mais les bourgeois de la ville voient ses richesses partir ainsi, ses activités commerciales paralysées par le siège et certains d’entre eux quittent la ville, prêtent allégeance aux Francs et leur indiquent par quels sentiers la ville est ravitaillée. Le blocus devient total et l’émir, après avoir demandé l’extradition des traîtres, les fait assassiner (1106).
Au printemps 1108, le cadi Fakhr el-Moulk, lassé d’attendre les secours du sultan Saljûqide Muhammed Ier, se rend à Bagdad, escorté de 500 cavaliers et de nombreux serviteurs chargés de cadeaux (fin mars). Il passe par Damas, dominée à la mort de Dukak par l’atabek Tughtekin, qui l’accueille à bras ouvert. À Bagdad, le sultan le reçoit en grande pompe, mais préfère régler en premier lieu le problème de Mossoul. Fakhr el-Moulk, de retour à Damas en août, apprend que Tripoli a été donnée par les notables, las de l’attendre, au vizir d’Égypte Al-Afdhal ,.
Les débris de l’émirat de Tripoli échappent alors à Fakhr el-Moulk, à qui il ne reste que Gabala. La ville est occupée par les Fatimides et Toghtekin assiège ’Arqa. En mars 1108, Guillaume Jourdain attaque l’armée de Damas, qui lève le siège d’Arqa, puis continue le siège pour son compte et prend la ville au bout de trois semaines de siège. Durant l’été 1108, quatre mille chevaliers et sergents provençaux arrivent en renfort, mais ils sont conduits par Bertrand de Saint-Gilles, le fils de Raymond IV, qui revendique le comté. 
Pour éviter que les dissensions ne fassent échouer le siège, Baudouin de Boulogne, roi de Jérusalem vient en personne arbitrer le litige, avec mille chevaliers et soldats. Tancrède de Hauteville, prince d’Antioche, ne souhait pas être en reste et vient également avec sept cents soldats. Le roi décide que le comté doit être partagé en deux, la partie nord, avec Tortose et ’Arqa revenant à Guillaume et la partie sud, avec Tripoli et Gibelet revenant à Bertrand.
Ce litige et sa résolution permettent la plus grande concentration de soldats autour de Tripoli depuis le début du siège. De plus, une escadre de soixante dix navires génois croise au large de la ville. Ce sont les meilleures conditions pour tenter un assaut de la ville, d'autant plus que les Égyptiens, après s'être emparés de la ville, n'avaient pas cherché à y envoyer une armée de secours. Voyant cela, les habitants de Tripoli décident de négocier la reddition de la ville, plutôt que d'attendre l'assaut final. Ils obtiennent de Baudouin la vie sauve, ainsi que la possibilité de quitter la ville librement, pour ceux qui le désirent, ou d'y rester, moyennant un impôt à payer aux Francs. Les forces terrestres, conduites par Baudouin, Bertrand et Tancrède respectent ces conditions, au contraire des Génois qui pillent la ville, détruisent sa bibliothèque, le Dar-em-Ilm, et massacrent une partie de la population.

## Conséquences
Avec la prise de la ville, c'est le comté de Tripoli qui prend possession de sa capitale. Le comté devait être divisé en deux, mais l'assassinat de Guillaume Jourdain peu après donne la totalité du comté à Bertrand. Les dernières forteresses musulmanes sont prises, telles Banyas et Jabala, prises par Tancrède en revenant sur Antioche. Bertrand tente de prendre Baalbek, mais y renonce face à l'arrivée de l'armée de Toghtekîn. 